# Sherman Adams
Llewelyn Sherman Adams, född 8 januari 1899 i East Dover i Windham County i Vermont, död 27 oktober 1986 i Hanover i New Hampshire, var en amerikansk republikansk politiker och affärsman. Han var den 77:e guvernören i delstaten New Hampshire 1949–1953 och som presidentens assistent (Assistant to the President) ledde han Vita husets stab under USA:s president Dwight D. Eisenhower 1953–1958. Han var tvungen att avgå från Vita huset efter att det hade avslöjats att han hade tagit emot en vikunjapälsrock och en orientalisk matta av en textiltillverkare i Boston vars affärer undersöktes av de federala myndigheterna.

## Biografi
Adams tjänstgjorde i första världskriget i USA:s marinkår. Han avlade 1920 kandidatexamen vid Dartmouth College. Han gjorde sedan karriär inom pappersindustrin och bankbranschen.
Adams var ledamot av New Hampshire House of Representatives, underhuset i delstatens lagstiftande församling, 1941–1944, de två sista åren talman. Han var sedan ledamot av USA:s representanthus 1945-1947. Han kandiderade i republikanernas primärval inför 1946 års guvernörsval i New Hampshire men förlorade mot ämbetsinnehavaren Charles M. Dale. Han representerade sedan den amerikanska cellulosaindustrins intressen i New York och vann 1948 års guvernörsval i New Hampshire. Han omvaldes 1950.
Adams hade en mycket central roll i Vita huset under Eisenhowers första ämbetsperiod och början av den andra. Journalisten Jack Anderson rapporterade 1958 om gåvor som Adams fått av textiltillverkaren Bernard Goldfine. Skandalen som ledde till Adams avgång blev känd som The Overcoat Affair. Michael Medved har skildrat Adams maktställning i Vita huset i boken The Shadow Presidents: The Secret History of the Chief Executives and Their Top Aides (1979).
Adams grav finns på Riverside Cemetery i Lincoln, New Hampshire.